# Hauptschule Lygumai

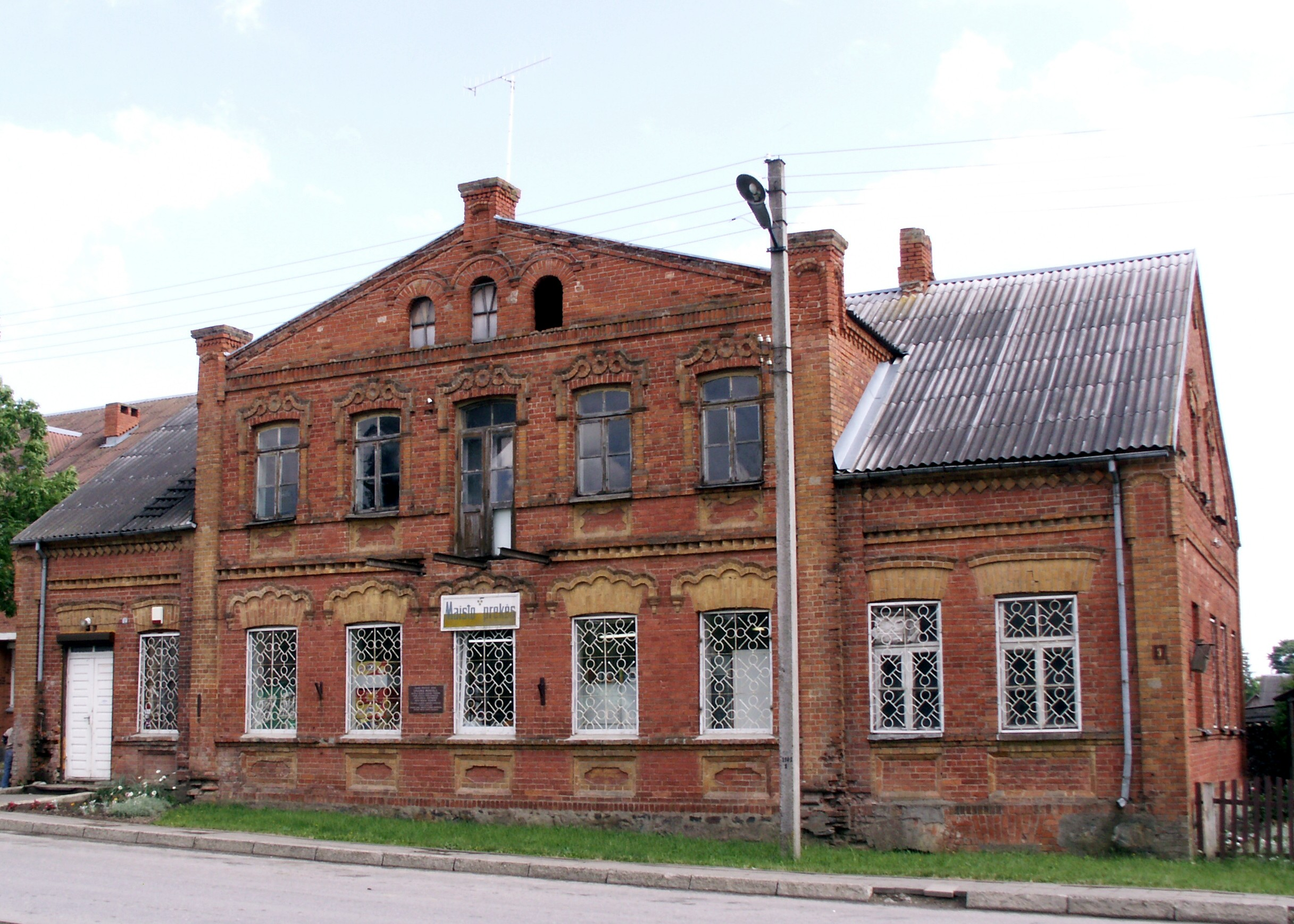
Progymnasium

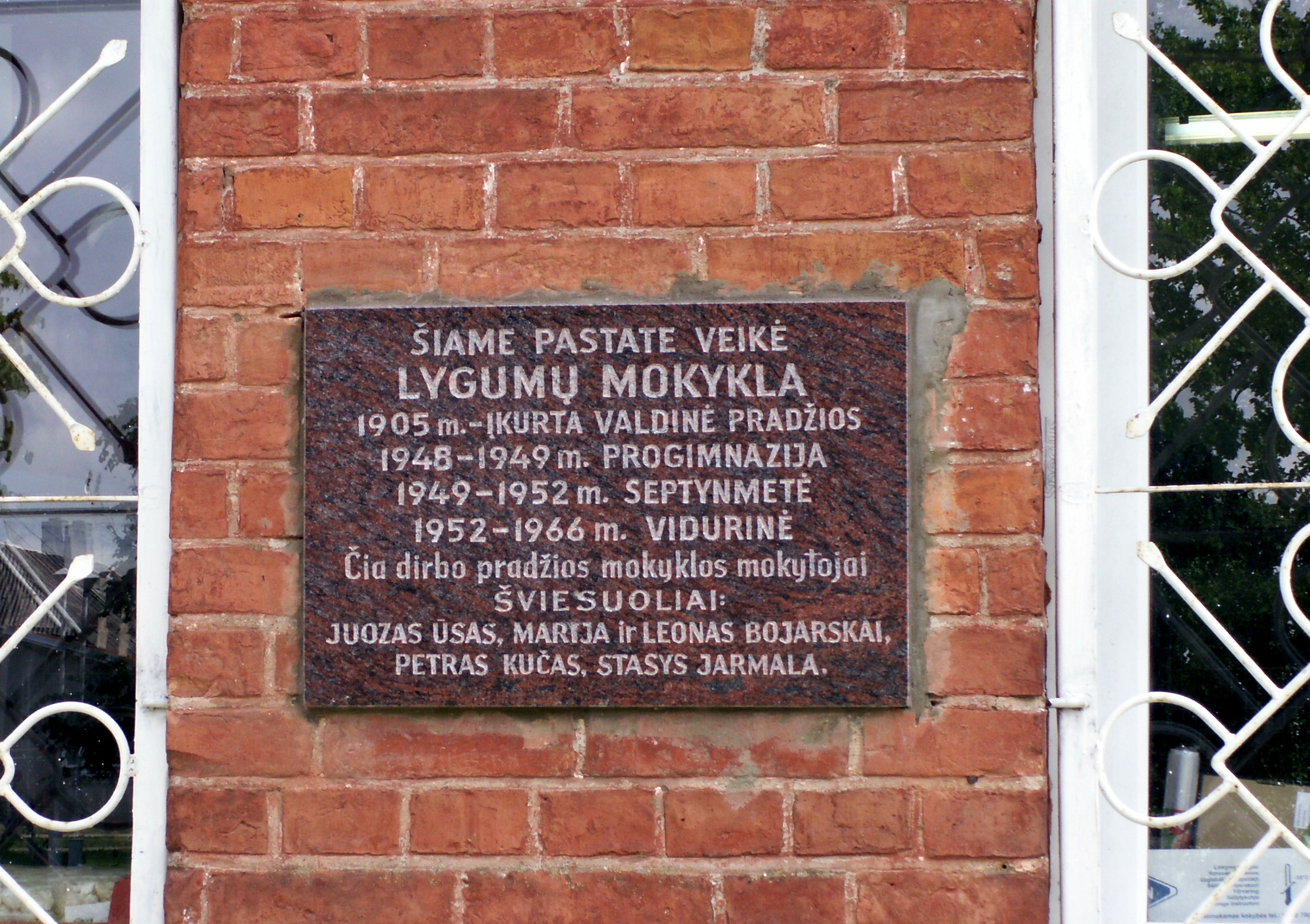
Gedenktafel

Die Hauptschule Lygumai (lit. Lygumų pagrindinė mokykla) ist eine Hauptschule in Lygumai, in der Rajongemeinde Pakruojis, Litauen.

## Geschichte
1805 wurde eine Schule der Pfarrgemeinde errichtet. Von 1905 bis 1914 gab es eine einjährige staatliche Grundschule. Von 1914 bis 1919 war sie zweistufig, von 1919 bis 1929 dreistufig, von 1930 bis 1936 vierstufig. Von 1936 bis 1938 hatte das damalige Progymnasium fünf und von 1939 bis 1948 sechs Klassen.
Von 1948 bis 1949 gab es weiter ein Progymnasium und eine Grundschule. 1949 wurde das Progymnasium zur siebenjährigen Schule reformiert. 1952 wurde es zur Mittelschule mit Abitur. 1956 gab es den ersten Abiturientenjahrgang. 2001  lernten 350 Schüler. Die Mittelschule wurde später zur Hauptschule (10 Klassen). Von 2011 bis 2012 beteiligten sich die Schüler an einer Comenius-Schulpartnerschaft. Im ersten Jahr fand ein multilaterales Schulpartnerschaftsprojekt „Building Together“ statt. Man besuchte Budapest in Ungarn.

## Schüler
- Vytautas Čepas (* 1948), Politiker, Seimas-Mitglied, Bürgermeister von Klaipėda